# Pee Dee (fleuve)
Le Pee Dee (Pee Dee River, en anglais) est un fleuve des États-Unis qui coule dans la Caroline du Nord et la Caroline du Sud. 

## Géographie
On trouve également de temps en temps la dénomination Great Pee Dee River désignant alors généralement le fleuve depuis sa source, autrement dit en englobant la rivière Yadkin. La source du Yadkin, et donc du Pee Dee, se situe dans le massif des montagnes Blue Ridge (partie orientale des Appalaches) au nord-ouest de la Caroline du Nord. Ce n'est que 320 km en aval de la source que le Pee Dee prend naissance lorsque se rejoignent le Yadkin et le Uwharrie (en). Le Pee Dee s'étend alors sur 375 km vers le sud-est, avant de se jeter dans Winyah Bay, à proximité de Georgetown.

## Étymologie
Le fleuve tire son nom de la tribu Pee Dee (en) et était orthographié Pedee, sous l'époque coloniale. Elle a également donné son nom à la région de Caroline du Sud, composée des comtés du nord-est. 

## Aménagements
Le fleuve est navigable jusqu'aux chutes de Cheraw en Caroline du Sud. Il a d'ailleurs été une importante route commerciale à l'époque coloniale. Au début du XXe siècle, la plus grande entreprise au monde de bois d'œuvre était située près de l'embouchure de la rivière, à Georgetown. Les forêts vierges de pins de la région de Pee Dee ont été coupées et les troncs étaient ensuite jetés dans le fleuve et flottaient jusqu'à la scierie, avant d'être exportés vers le nord des États-Unis et l'Europe.
La partie inférieure des plaines inondables ont vu le développement de cultures extensives de riz à l'époque coloniale, car le riz était l'un des produits les plus exportés depuis le port de Georgetown. Après la guerre de Sécession, la culture du riz a décliné avec la perte de la main-d'œuvre issue de l'esclavage et à cause de la concurrence accrue. De plus, au début du XXe siècle, deux ouragans ont détruit une grande partie des canaux ce qui a fini d'achever les quelques vestiges de la culture du riz.
Alors que le Pee Dee s'écoule librement en Caroline du Sud, plusieurs barrages ont été construits sur celui-ci en amont, en Caroline du Nord. Le fleuve est ainsi parsemé de nombreux barrages pour lutter contre les inondations et pour produire de l'énergie hydroélectrique. Il constitue une source importante d'énergie électrique et permet l'approvisionnement en eau des populations. Le fait que le fleuve soit partagé entre deux États a souvent été sujet aux controverses, notamment pendant les périodes de sécheresse. L'ouverture et la fermeture des barrages, du côté de la Caroline du Nord, provoquent des changements importants au niveau de la hauteur du fleuve en Caroline du Sud. Une activité de pêche commerciale se produit durant la période hivernale de pêche à l'alose et à la crevette dans le cours inférieur. La rivière est un excellent spot pour la pêche sportive et la navigation de plaisance. Il existe en effet de nombreux quais de débarquement et le fleuve est resté en grande partie sauvage, avec des forêts de tupelos, de chênes et de gommiers le long de ses rives. Des hérons et des alligators peuvent également être vus traversant la route et il arrive qu'un pygargue à tête blanche vole dans le ciel.
L'île de Snow est une grande île à la jonction du Pee Dee et du Lynches. Ce fut le quartier général du général Francis Marion pendant la Révolution américaine. Elle s'est révélée être un refuge sûr pour lui et sa milice, car les Britanniques n'ont jamais été en mesure de trouver leur camp. L'île a été identifiée comme le centre d'un ancien cratère de météorite.

## Principaux affluents
- Yadkin
- Uwharrie (en)
- Lumber River
- Little Pee Dee River
- Lynches River
- Black River (Caroline du Sud)
- Waccamaw River